# Тансур, Уильям
Уильям Тансур (Танзер, Летансур) (англ. William Tans'ur; 6 ноября 1706, Рагби — 7 октября 1783, Сент-Нитс) — английский композитор, музыкальный педагог.
Автор около сотни духовных гимнов и псалмов, а также Te Deum. Написал также несколько музыкально-теоретических сочинений: «A New musical grammar» («Новая музыкальная грамматика», Лондон, 1746); «The excellency of divine Music» и др. Его руководство «A New musical grammar» (1746) было популярно ещё в девятнадцатом веке.
Из его музыкальных сочинений известны:
- «A complete melody, or the Harmony of Sion in three volumes» и пр. (1735)
- «The universal Harmony containing the whole book of psalms newly set in four parts» (Л., 1743).